# 14372 Paulgerhardt
14372 Paulgerhardt este un asteroid din centura principală de asteroizi.

## Descriere
14372 Paulgerhardt este un asteroid din centura principală de asteroizi. A fost descoperit pe 9 ianuarie 1989 la Tautenburg de Freimut Börngen. Asteroidul prezintă o orbită caracterizată de o semiaxă mare de 3,00 ua, o excentricitate de 0,09 și o înclinație de 9,8° în raport cu ecliptica.